# Ctenotus atlas
Ctenotus atlas este o specie de șopârle din genul Ctenotus, familia Scincidae, descrisă de Storr 1969. Conform Catalogue of Life specia Ctenotus atlas nu are subspecii cunoscute.